# 就在眼前
就在眼前(In Plain Sight)是2008年在USA Network电视频道播出的警匪题材的电视剧。

## 情节简介
玛丽·夏侬(Mary Shannon)是美国法警局(US Marshals Service)的警探，在“美国联邦证人保护计划”工作。 故事大都在新墨西哥州的阿布奎基展开。

## 角色简介
- 玛丽·夏侬(Mary Shannon) (由Mary McCormack饰演) - 是个不修边幅有很多瑕疵的女警探，对待工作绝对认真投入，但和母亲、妹妹以及男友的关系却一团糟。

- 马歇尔·曼恩(Marshall Mann) (由Fred Weller饰演) - 出生于法警世家，是玛丽的搭档和死党，几乎什么都懂一点的万金油，但称自己的责任重大，既保护玛丽不受整个世界的威胁，又保护整个世界不受玛丽的威胁。

- 斯坦·马奎因(Stan McQueen) (由Paul Ben-Victor饰演) - 联邦保护证人计划南方支局的主任，玛丽和马歇尔的老板。